# Кастелино Танаро
Кастелино Танаро (итал. Castellino Tanaro) је насеље у Италији у округу Кунео, региону Пијемонт.
Према процени из 2011. у насељу је живело 32 становника. Насеље се налази на надморској висини од 599 м.

## Становништво
| 1936. | 1951. | 1961. | 1971. | 1981. | 1991. | 2001. | 2011. |
| ----- | ----- | ----- | ----- | ----- | ----- | ----- | ----- |
| 837   | 764   | 649   | 461   | 389   | 343   | 339   | 337   |